# Státní znak Hondurasu
Státní znak Hondurasu je tvořen oválným štítem, ve kterém je zobrazena pod modro-bílou oblohou bílo-hnědá pyramida, vystupující z modrých vod. Před ní je vulkán (přirozených barev) s dvěma červeno-hnědými hrady po stranách, nad vulkánem obloha s duhou a vycházejícím, rudým, zářivým sluncem. Oválný štít je lemován textem REPUBLICA DE HONDURAS, LIBRE, SOBERANA E INDEPENDIENTE (česky Republika Honduras, svobodná, suverénní a nezávislá) a 15 DE SEPTIEMBRE 1821 (česky 15. září 1821). Nad štítem je umístěn toulec plný barevných šípů, na který jsou připevněny dva rohy hojnosti plné ovoce a květů. Pod štítem je vyobrazena krajina se dvěma skupinami stromů (na heraldicky pravé straně jehličnaté a nalevo listnaté). Napravo pod stromy jsou dva vstupy do dolů, uprostřed pod štítem několik pracovních nástrojů.
Trojúhelníkový tvar pyramidy představuje rovnost všech honduraských občanů před zákonem se stejnými právy o povinnostmi. Každý z hradů leží symbolicky u jiného oceánu (Atlantského a Tichého). Vulkán uprostřed hradů je připomínkou na znak Středoamerické federativní republiky (ten vyobrazoval pět vulkánů, každý z nich symbolizoval jeden z federativních států: Guatemalu, Salvador, Honduras, Nikaraguu a Kostariku). Duha je symbolem míru, slunce má představovat svobodu a lásku k vlasti. Toulec se šípy má připomínat původní indiánské obyvatelstvo a jeho prvotní hrdý odpor proti španělským kolonizátorům. Rohy hojnosti symbolizují rostlinné bohatství Hondurasu. Doly a nástroje připomínají těžbu zlata a stříbra v zemi.

## Historie
15. září 1821 získal Honduras (spolu s dalšími součástmi španělské Guatemaly) nezávislost. Již 2. prosince byl však připojen k Mexickému císařství a užíval se mexický státní znak.
1. července 1823 se Honduras stal členem nově vzniklého státu – Spojených provincií Střední Ameriky (kromě Hondurasu byly členy federace ještě provincie Salvador, Guatemala, Kostarika, Nikaragua a krátce i Los Altos). 21. srpna 1823 byla schválena vlajka (s modro-bílo-modrými horizontálními pruhy) se státním znakem uprostřed. Znak byl tvořen kruhovým polem, ve kterém byl trojúhelníkový štít s pěti vulkány (přirozených barev), nad kterými byla duha a červená Frygická čapka. Ve bílém kruhovém poli byly v dolní části mořské vlny v přirozených barvách. Toto pole bylo modře lemováno (z vnějšku třikrát), v mezikruží byl modrý opis PROVINCIAS UNIDAS DEL CENTRO DE AMERICA (česky Spojené středoamerické provincie) a v dolní části bílá, pěticípá hvězda. Vulkány symbolizovaly počet členských provincií federace, čapka je symbolem svobody, duha symbolem míru,  mořské vlny připomínají Atlantský a Tichý oceán, mezi kterými Spojené středoamerické provincie ležely. Známa je však i vlajka s jinou variantou znaku: trojúhelníkový štít není v kruhovém, mezikružím lemovaném poli, je zlatě (na vlajce žlutě) lemován a opis kolem je zlatý, s dvěma křížky na konci.
16. září 1824 byl vyhlášen Stát Honduras, který však užíval předchozí symboly Spojených provincií Střední Ameriky, 22. listopadu 1824 přejmenovaných (oficiálně vyhlášeno 10. dubna 1825) na Federativní republiku Střední Ameriky. K datu vyhlášení se změnil znak. Trojúhelníkové pole bylo nově na oválném poli. Kolem pole byl zlatý (na vlajce žlutý) lem s nápisem REPUBLICA FEDERAL DE CENTRO AMERICA (česky Federativní republika Střední Ameriky). Horni část znaku obklopovaly dvě zelené ratolestmi, každá s 15 lístky, svázané modrou stuhou.
3. října 1825 byl v přijatém zákoně Ústavního národního shromáždění, který zavedl vlastní státní symboly Hondurasu, uveden popis znaku:
| „                                                      | Znak státu je rovnostranný trojúhelník, z jehož základny vyrůstá vulkán mezi dvěma hrady, nad ním se klene duha nad zářící čapkou svobody. Trojúhelník stojí na ploše, kterou omývají vody dvou oceánů (Tichého a Atlantského). Okolo trojúhelníku je nápis ESTADO DE HONDURAS DE LA FEDERACIÓN DEL CENTRO. Štít má na vrcholu dva rohy hojnosti, svázané stuhou a je podepřen horským hřebenem s doly, tyčí, sekerou, perlíkem a kladivem. | “ |
| — zákon Ústavního národního shromáždění, 3. října 1825 | |   |

Nedostatečný popis je možno doplnit: trojúhelník byl umístěn do oválu s lemem (ve kterém byl již uvedený nápis). I po přijetí symbolů byly na federální úrovni užívány symboly Federativní republiky Střední Ameriky.
Vnitřní rozpory vedly k rozpadu federace a 5. listopadu 1838 k vyhlášení úplné nezávislosti Hondurasu. Dle některých zdrojů nedošlo ke změně symbolů až do roku 1866, dle jiných se žádný znak (alespoň na vlajce) neužíval.
V roce 1852 (13. října – 10. listopadu) byla neúspěšně obnovena federace pod názvem Středoamerická federace (Honduras, Nikaragua a Salvador). Již v dubnu 1851 byly navrženy a přijaty státní symboly. Znak měl opět v základu zlatě lemovaný, trojúhelníkový štít, nyní pouze se třemi vulkány nad modrými vodami oceánu. Nad nimi byla opět frygická čapka svobody, ozářená zlatými paprsky, a nad ní tři (1+2) zlaté hvězdy. Kolem štítu byl černý opis FEDERACION DE CENTRO AMERICA (česky Středoamerická federace). (není obrázek)

Znak Spojených provincií Střední Ameriky (1823–1825), mírně odlišná od popisu
Znak Federativní republiky Střední Ameriky (1825–1838)
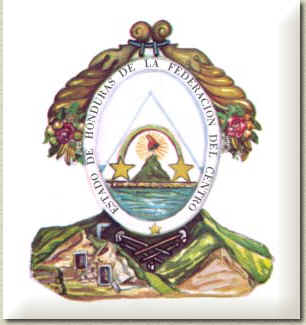
Honduraský znak v rámci federace (1825–1838)

Od 16. února 1866 byly po nařízení č. 7, které vydal Národní kongres, změněny státní symboly Republiky Honduras. Státní znak z roku 1825 byl opět upraven. V oválném, světle modrém štítu byl trojúhelník v podobě světle hnědé, zděné pyramidy, vystupující z mořských vln. Před ní byl vulkán (přirozených barev) s dvěma červeno-hnědými hrady po stranách, nad vulkánem obloha s duhou a vycházejícím, zlatým, zářivým sluncem. Ve stříbrném lemu oválného štítu byl zlatý nápis REPCA DE HONDURAS LIBRE SOBERANA INDEPENDIENTE 15 SEPTBRE 1821 (česky Svobodná, suverénní, nezávislá republika Honduras, 15. září 1821). Horní část štítu obklopovaly dva zlaté rohy hojnosti, svázané modrou stuhou. Pod dolní částí byla v přirozených barvách hornatá krajina s duby, piniemi, starým dolem a hornickými nástroji. (není obrázek)
Trojúhelník symbolizoval rovnost všech obyvatel Hondurasu, vulkán vlastní stát, hrady hráz proti neúspěšným útokům dobyvatelů. Obloha byla symbolem míru a slunce životní síly přírody země. Mořské vlny symbolizovaly oba oceány a připomínaly vzdálenost od okolního světa. Datum připomínalo den vyhlášení nezávislosti nad Španělskem. Rohy hojnosti jsou tradičním symbolem bohatství země. Důl upozorňoval na nerostné bohatství země.
20. června 1895 vznikla nová federace Hondurasu, Nikaraguy a Salvadoru pod názvem Větší středoamerická republika. Ústava, spolu se symboly, byla schválena až 1. listopadu 1898. Znak federace byl opět tvořen zlatě lemovaným trojúhelníkem s pěti vulkány přirozených barev nad modrými vodami oceánů. Nad nimi se vznášela červená frygická čapka svobody, zářící zlatými paprsky. Kolem štítu byl zlatý (na obrázku černý) opis REPUBLICA MAYOR DE CENTRO AMERICA (česky Větší středoamerická republika). Federace byla rozpuštěna 21. listopadu 1898 a v Hondurasu bylo obnoveno užívání symbolů z roku 1866. Na obrázku je pod znakem oproti zdroji ještě pět zlatých, pěticípých hvězd.

Znak Větší středoamerické republiky (1895–1898), odlišný od zdroje

10. ledna 1935 došlo na základě nařízení č. 16 k úpravě a stanovení jednotné podoby státního znaku. Ten je (užívá se dodnes) téměř shodný se znakem z roku 1866.

## Další použití znaku
Honduraský státní znak se užívá na námořní válečné vlajce nebo na mincích honduraské měny Lempiry.

Honduraská námořní válečná vlajka Poměr stran: 1:2
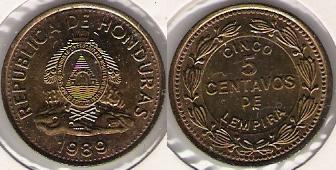
Honduraská mince se znakem